# Fefe
«Fefe» (estilizado en mayúscula como «FEFE») es una canción del rapero estadounidense 6ix9ine en colaboración con Nicki Minaj y Murda Beatz, lanzada el 22 de julio de 2018 como el segundo sencillo del álbum Dummy Boy y como una pista adicional del álbum Queen, a través del sello discográfico TenThousand Projects.

## Antecedentes y lanzamiento
Una canción con el título "FEFE" se coló un fragmento antes del lanzamiento oficial de la canción. Durante su gira europea en junio de 2018, 6ix9ine reveló que planeaba lanzar la canción con un invitado sorpresa cuando regrese a los Estados Unidos.

Tengo una característica realmente genial. Es una sorpresa

, dijo. El 18 de julio, compartió en Instagram un clip de audio de baja fidelidad de la canción, con el título "Suscríbete antes del domingo". Un verso del mismo hizo avanzar a algunos oyentes que posiblemente presentaría a Nicki Minaj.

## Portada del sencillo
En la portada podemos ver a 6ix9ine y a Nicki Minaj convertidos en muñecos de plastilina compartiendo un helado con virutas sobre un fondo azul cían.

## Composición de la letra y construcción del sencillo

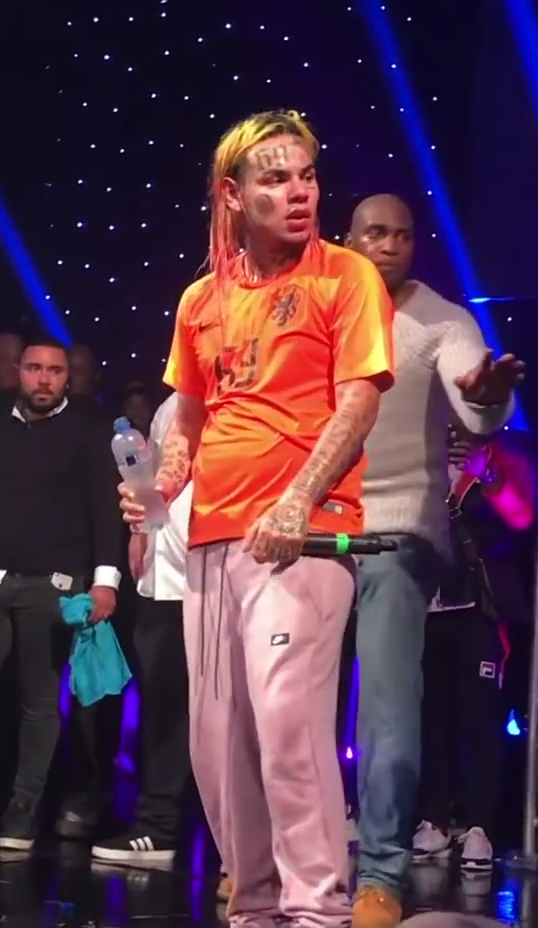
6ix9ine en junio de 2018

"Fefe" fue compuesta y producida por Murda Beatz y el dúo Cubeatz, compuesto por Kevin y Tim Gomringer, mientras que sus letras fueron escritas por Andrew Green, 6ix9ine y Minaj. La pista tiene una duración de dos minutos y cincuenta y nueve segundos. Minaj explicó la creación de la canción diciendo: 

"6ix9ine me envió esta canción y nos pusimos a hablar por teléfono. 5 minutos después de la llamada, le envié esta nota de voz. Verdadera historia. Me envió una nota de voz burlándose de mi voz. ¡Estaba literalmente en la cama medio dormida! .. Me inspiré porque me recordó una canción que hice con Gucci hace años

. 6ix9ine dijo acerca de la grabación:

Entramos en el estudio, simplemente a divertirse, y luego es un éxito ... No puse ningún esfuerzo en esa mierda

. Se observó que la cadencia utilizada por ambos raperos en la canción era similar al verso de Valee en la canción de Z Money" Two 16's "(2017), con 6ix9ine que parece desviarse de su estilo agresivo habitual de rap a un flujo autotuneado más calmado y melódico. Líricamente, la canción cuenta con 6ix9ine que se jacta de su credibilidad callejera, mientras que Minaj se jacta de sus joyas, moda y destreza sexual. Este último lleva el nombre del rapero ASAP Rocky, la personalidad de la televisión Khloé Kardashian y el cantante Tinashe.

## Posicionamiento
La canción tuvo éxito inmediato en plataformas como Spotify, con más de 2 000 000 de reproducciones diarias. En Estados Unidos el éxito fue inmediato, consiguiendo entrar en el n°4 del Billboard Hot 100, y consiguiendo llegar al número tres.
| País              | Lista certificadora        | Mejor posición |        |        |        |        |        |        |
| Europa            | Europa                     | Europa         | Europa | Europa | Europa | Europa | Europa | Europa |
| ----------------- | -------------------------- | -------------- | ------ | ------ | ------ | ------ | ------ | ------ |
| Portugal          | IFPI                       | - -            |        |        |        |        |        |        |
| España            | PROMUSICAE                 | 70             |        |        |        |        |        |        |
| España            | Los40 España               | - -            |        |        |        |        |        |        |
| Francia           | IFPI                       | 80             |        |        |        |        |        |        |
| Andorra           | PROMUSICAAND               | 86             |        |        |        |        |        |        |
| Bélgica           | Ultratop 40                | 32             |        |        |        |        |        |        |
| Alemania          | Germany Songs              | 29             |        |        |        |        |        |        |
| Suiza             | GfK Entertainment Charts   | 81             |        |        |        |        |        |        |
| República Checa   | Rádiós Top 100             | 11             |        |        |        |        |        |        |
| Reino Unido       | UK Singles Chart           | 8              |        |        |        |        |        |        |
| Asia              |                            |                |        |        |        |        |        |        |
| Japón             | Billboard Japan Hot 100    | - -            |        |        |        |        |        |        |
| Corea del Sur     | South Korean Hot 100       | - -            |        |        |        |        |        |        |
| Oceanía           |                            |                |        |        |        |        |        |        |
| Australia         | ARIA Singles Chart         | 4              |        |        |        |        |        |        |
| Nueva Zelanda     | NRZ Singles Chart          | 8              |        |        |        |        |        |        |
| América del Norte |                            |                |        |        |        |        |        |        |
| Canadá            | Billboard Canadian Hot 100 | 3              |        |        |        |        |        |        |
| Estados Unidos    | Billboard Hot 100          | 3              |        |        |        |        |        |        |
| México            | Monitor Latino MÉ          | 13             |        |        |        |        |        |        |
| América del Sur   |                            |                |        |        |        |        |        |        |
| Colombia          | Monitor Latino COL         | 35             |        |        |        |        |        |        |
| Perú              | Monitor Latino PE          | 25             |        |        |        |        |        |        |
| Chile             | Monitor Latino CH          | 21             |        |        |        |        |        |        |
| Uruguay           | Top 100! Uruguay           | 36             |        |        |        |        |        |        |
| Argentina         | Monitor Latino AR          | 19             |        |        |        |        |        |        |

## Certificaciones
| País   | Organismo certificador | Certificación | Ventas certificadas | Ref.  |
| ------ | ---------------------- | ------------- | ------------------- | ----- |
| México | AMPROFON               | Platino + Oro | 90 000              | [ 2 ] |